# جيري غرين
جيري غرين (بالإنجليزية: Jerry Green)‏ هو سياسي أمريكي، ولد في 16 أبريل 1939 في الولايات المتحدة، وتوفي في 18 أبريل 2018 في نفس البلد. حزبياً، نشط في الحزب الديمقراطي. وقد انتخب عضو جمعية نيوجيرسي العامة.